# 月球岩漿海
月球岩漿海是因為大撞擊會釋放出大量的能量，因而假設原始月球忒亞完全熔化所形成的。岩漿海的證據來自月球高地的地殼是由大量的斜長岩組成，以及存在著地球化學元件上高度濃縮，被稱為克里普礦物 (KREEP) 的岩石。
月球岩漿海的結晶體和形成的年齡已經透過鉿、鎢、釤和釹等同位素的研究，岩漿海大約是在太陽系的歷史開始之後7,000萬年開始形成，而大部分的海在2億2,500萬年時開始結晶 (Brandon, 2007)。

## 更深入的科學參考資料
- Wood, J. A., Dickey, J. S., Jr., Marvin, U. B., and Powell, B. N. (1970) "Lunar Anorthosites". Science, v. 167, no. 3918, p. 602.
- Wood, J. A. (1972) "Thermal History and Early Magmatism in the Moon". Icarus, v.16(2), p. 229-240.
- Wood, J. A. (1972) "Fragments of Terra Rock in the Apollo 12 Soil Samples and a Structural Model of the Moon". Icarus, v. 16(3), p. 462-501.